# Râul Săliștea
Râul Săliștea este un curs de apă, afluent al râului Crișul Negru. 

## Hărți
- Harta munții Pădurea Craiului  Arhivat în 16 ianuarie 2010, la Wayback Machine.
- Harta munții Apuseni